# Jenő Korodi
Jenő Korodi (n. 7 octombrie 1922, Adămuș, Mureș) este un pictor român de etnie maghiară.

## Biografie
S-a născut într-o familie maghiară de confesiune reformată. A făcut studii de arte vizuale la Universitatea de Artă și Design din Cluj. După ce a obținut diploma de licență (1952) a lucrat în Oradea ca pictor pe cont propriu (1952-1983). Lucrările lui au fost prezentate în mai multe expoziții județene și naționale. În  Oradea a avut 5 expoziții individuale. În străinătate, lucrările lui au fost prezentate în expoziții de grup în săli de expoziții din Austria, Ungaria și Suedia.